# Sajgó-patak
A Sajgó-patak Mánytól északra ered, Fejér vármegye keleti részén. A patak forrásától kezdve déli irányban halad, átfolyik az -es autópálya alatt, majd az -es főút és a 8101-es mellékút alatt. Ezután átlép Etyek területére, ahol egy darabig még délkeleti irányba folyik. Keresztezi a 8108-as mellékutat, majd ott beletorkollik a Botpuszta felől érkező Etyeki-patak. Ezt követően északkeletnek fordul és Mány Háromrózsa településrészétől délre, közel Fejér és Pest vármegyék határához (Mány, Etyek és Herceghalom) hármashatára közelében, de etyeki területen) eléri a Kígyós-patakot.
A Sajgó-patak vízgazdálkodási szempontból a Közép-Duna Vízgyűjtő-tervezési alegység működési területéhez tartozik.

## Part menti települések
- Mány
- Etyek